# Grand Prix Belgii 1995
Grand Prix Belgii 1995 (oryg. Grand Prix de Belgique) – 11. runda Mistrzostw Świata Formuły 1 w sezonie 1995, która odbyła się 25 - 27 sierpnia 1995, po raz 41. na torze Spa-Francorchamps.
53. Grand Prix Belgii, 42. zaliczane do Mistrzostw Świata Formuły 1.

## Wyniki

### Kwalifikacje
| P  | Nr | Kierowca                 | Konstruktor(-silnik) | Opony | Czas     | Odstęp   | Strata   |
| -- | -- | ------------------------ | -------------------- | ----- | -------- | -------- | -------- |
| 1  | 28 | Gerhard Berger           | Ferrari              | G     | 1:54.392 | -        | -        |
| 2  | 27 | Jean Alesi               | Ferrari              | G     | 1:54.631 | 0:00.239 | 0:00.239 |
| 3  | 8  | Mika Häkkinen            | McLaren-Mercedes     | G     | 1:55.435 | 0:00.804 | 0:01.043 |
| 4  | 2  | Johnny Herbert           | Benetton-Renault     | G     | 1:56.085 | 0:00.650 | 0:01.693 |
| 5  | 6  | David Coulthard          | Williams-Renault     | G     | 1:56.254 | 0:00.169 | 0:01.862 |
| 6  | 7  | Mark Blundell            | McLaren-Mercedes     | G     | 1:56.622 | 0:00.368 | 0:02.230 |
| 7  | 15 | Eddie Irvine             | Jordan-Peugeot       | G     | 1:57.001 | 0:00.379 | 0:02.609 |
| 8  | 5  | Damon Hill               | Williams-Renault     | G     | 1:57.768 | 0:00.767 | 0:03.376 |
| 9  | 26 | Olivier Panis            | Ligier-Mugen-Honda   | G     | 1:58.021 | 0:00.253 | 0:03.629 |
| 10 | 30 | Heinz-Harald Frentzen    | Sauber-Ford          | G     | 1:58.148 | 0:00.127 | 0:03.756 |
| 11 | 4  | Mika Salo                | Tyrrell-Yamaha       | G     | 1:58.224 | 0:00.076 | 0:03.832 |
| 12 | 14 | Rubens Barrichello       | Jordan-Peugeot       | G     | 1:58.293 | 0:00.069 | 0:03.901 |
| 13 | 25 | Martin Brundle           | Ligier-Mugen-Honda   | G     | 1:58.314 | 0:00.021 | 0:03.922 |
| 14 | 29 | Jean-Christophe Boullion | Sauber-Ford          | G     | 1:58.356 | 0:00.042 | 0:03.964 |
| 15 | 3  | Ukyō Katayama            | Tyrrell-Yamaha       | G     | 1:58.551 | 0:00.195 | 0:04.159 |
| 16 | 1  | Michael Schumacher       | Benetton-Renault     | G     | 1:59.079 | 0:00.528 | 0:04.687 |
| 17 | 23 | Pedro Lamy               | Minardi-Ford         | G     | 1:59.256 | 0:00.177 | 0:04.864 |
| 18 | 10 | Taki Inoue               | Footwork-Hart        | G     | 2:00.990 | 0:01.734 | 0:06.598 |
| 19 | 24 | Luca Badoer              | Minardi-Ford         | G     | 2:01.013 | 0:00.023 | 0:06.621 |
| 20 | 9  | Massimiliano Papis       | Footwork-Hart        | G     | 2:01.685 | 0:00.672 | 0:07.293 |
| 21 | 17 | Andrea Montermini        | Pacific-Ford         | G     | 2:02.405 | 0:00.720 | 0:08.013 |
| 22 | 22 | Roberto Moreno           | Forti-Ford           | G     | 2:03.817 | 0:01.412 | 0:09.425 |
| 23 | 16 | Giovanni Lavaggi         | Pacific-Ford         | G     | 2:06.407 | 0:02.590 | 0:12.015 |
| 24 | 21 | Pedro Diniz              | Forti-Ford           | G     | 2:09.537 | 0:03.130 | 0:15.145 |
| P  | Nr | Kierowca                 | Konstruktor(-silnik) | Opony | Czas     | Odstęp   | Strata   |

### Wyścig
| P                 | + / –     | Nr | Kierowca                 | Konstruktor        | Opony | Okr. | Czas / Strata | Komentarz       |
| ----------------- | --------- | -- | ------------------------ | ------------------ | ----- | ---- | ------------- | --------------- |
| 1                 | 15        | 1  | Michael Schumacher       | Benetton-Renault   | G     | 44   | 1h36:47.875   |                 |
| 2                 | 6         | 5  | Damon Hill               | Williams-Renault   | G     | 44   | +0:19.493     |                 |
| 3                 | 10        | 25 | Martin Brundle           | Ligier-Mugen-Honda | G     | 44   | +0:24.998     |                 |
| 4                 | 6         | 30 | Heinz-Harald Frentzen    | Sauber-Ford        | G     | 44   | +0:26.972     |                 |
| 5                 | 1         | 7  | Mark Blundell            | McLaren-Mercedes   | G     | 44   | +0:33.772     |                 |
| 6                 | 6         | 14 | Rubens Barrichello       | Jordan-Peugeot     | G     | 44   | +0:39.674     |                 |
| 7                 | 3         | 2  | Johnny Herbert           | Benetton-Renault   | G     | 44   | +0:54.048     |                 |
| 8                 | 3         | 4  | Mika Salo                | Tyrrell-Yamaha     | G     | 44   | +0:54.548     |                 |
| 9                 | Bez zmian | 26 | Olivier Panis            | Ligier-Mugen-Honda | G     | 44   | +1:06.170     |                 |
| 10                | 7         | 23 | Pedro Lamy               | Minardi-Ford       | G     | 44   | +1:19.789     |                 |
| 11                | 3         | 29 | Jean-Christophe Boullion | Sauber-Ford        | G     | 43   | +1 okr.       |                 |
| 12                | 6         | 10 | Taki Inoue               | Footwork-Hart      | G     | 43   | +1 okr.       |                 |
| 13                | 11        | 21 | Pedro Diniz              | Forti-Ford         | G     | 42   | +2 okr.       |                 |
| 14                | 8         | 22 | Roberto Moreno           | Forti-Ford         | G     | 42   | +2 okr.       |                 |
| Niesklasyfikowani |           |    |                          |                    |       |      |               |                 |
|                   |           | 3  | Ukyō Katayama            | Tyrrell-Yamaha     | G     | 28   |               | poślizg         |
|                   |           | 16 | Giovanni Lavaggi         | Pacific-Ford       | G     | 27   |               | skrzynia biegów |
|                   |           | 24 | Luca Badoer              | Minardi-Ford       | G     | 23   |               | poślizg         |
|                   |           | 28 | Gerhard Berger           | Ferrari            | G     | 22   |               | elektryka       |
|                   |           | 15 | Eddie Irvine             | Jordan-Peugeot     | G     | 21   |               | pożar           |
|                   |           | 9  | Massimiliano Papis       | Footwork-Hart      | G     | 20   |               | poślizg         |
|                   |           | 17 | Andrea Montermini        | Pacific-Ford       | G     | 18   |               | brak paliwa     |
|                   |           | 6  | David Coulthard          | Williams-Renault   | G     | 13   |               | skrzynia biegów |
|                   |           | 27 | Jean Alesi               | Ferrari            | G     | 4    |               | zawieszenie     |
|                   |           | 8  | Mika Häkkinen            | McLaren-Mercedes   | G     | 1    |               | poślizg         |
| P                 | + / –     | Nr | Kierowca                 | Konstruktor        | Opony | Okr. | Czas / Strata | Komentarz       |

### Najszybsze okrążenie
| Nr | Kierowca        | Konstruktor      | Opony | Czas     | Okr. |
| -- | --------------- | ---------------- | ----- | -------- | ---- |
| 6  | David Coulthard | Williams-Renault | G     | 1:53.412 | 11   |